# 奧熱雷利內
47°26′57″N 36°10′2″E / 47.44917°N 36.16722°E
奧熱雷利內（烏克蘭語：Ожерельне）是位於烏克蘭東南部的村莊，由扎波羅熱州波洛希區的波洛希市鎮負責管轄。該村始建於1914年，面積3.56平方公里，海拔高度128米，2001年人口421，人口密度每平方公里118.2人。